# She’s My Ride Home
She’s My Ride Home ist ein Song der US-amerikanischen Rockband Blue October und eine Single zum Album Foiled.
Am 25. April 2007 spielte die Band den Song erstmals bei Late Night with Conan O’Brien. Offiziell wurde die Single am 22. Mai desselben Jahres veröffentlicht, an dem Tag, an dem Justin Furstenfelds Tochter geboren wurde.
Der Song ist dem Alternative Rock und dem „Piano Rock“ zuzuordnen.

## Produktion und Veröffentlichung
Die Single wurde zwischen Frühling und Sommer 2005 aufgenommen und von den Labels Brando Records und Universal Music veröffentlicht. Produzenten der Single waren David Castell und Sänger Furstenfeld. Geschrieben wurde der Song von Furstenfeld.

## Inhalt
Inhaltlich geht es in dem Song um die Liebe zwischen dem Sänger und seiner Partnerin Laura, die während der Produktion schwanger war. Der Song beginnt damit, dass die Protagonisten am Tisch Messer schärfen. Der Sänger meint, dass sie die Leichen auf dem Nachhauseweg beseitigen könnten.
Er vergießt Benzin und zündet ein Streichholz an, bis die Stadt brennt.

„We talked
Together sharpening a knife
Like killing partners for a life
Hey, we can hide the bodies on the ride home
Now here we are
We're licking skin to wipe us clean
Strike a match, pour gasoline
Ditch the scene and watch the city burn
Asleep my lap will be a pillow steering-wheel turn“

„Wir unterhielten uns
Zusammen während wir ein Messer schärften
Wie um als Lebensunterhalt seinen Partner umzubringen
Hey, wir können die Leichen auf dem Heimweg verstecken
Jetzt sind wir hier
Lecken unsere Haut um uns sauberzuwischen
Zünd ein Streichholz an, vergieß Benzin
Hau ab und schau zu wie die Stadt brennt
Schlafend, mein Schoß wird ein Kissen sein, dreh das Lenkrad herum“

Sie fahren weg, um die Vergangenheit hinter sich zu lassen, um einen klaren Verstand zu bekommen und um den Sonnenuntergang zu genießen. Der Protagonist schwört, dass es ihr gut geht und dass er ihr Weg nach Hause ist. Danach schließt die Frau ihre Augen und sie sind allein, niemand ist auf der Autobahn – nur der Protagonist und seine Frau fahren nach Hause.

„We drive
To leave the past and clear the mind
To watch the sunset at its time
I swear you're fine, I'm your ride home
Now close your eyes
It's getting dark and the highway's clear
No sign of life from front to rear
It's just you, my dear, on the ride home
We're going home“

„Wir fahren
Um die Vergangenheit hinter uns zu lassen und den Verstand zu klären
Um den Sonnenuntergang zu seiner Zeit zu sehen
Ich schwöre dass es dir gut geht, Ich bin dein Weg nach Hause
Jetzt schließe deine Augen
Es wird dunkel und die Autobahn ist Frei
Kein Lebenszeichen von vorn bis hinten
Es bist nur du mein Schatz, auf dem Weg nach Hause
Wir fahren nach Hause“

Er möchte für seine Frau nach den Sternen greifen. Außerdem möchte er jeden verbrennen, der nicht glaubt, dass sie glücklich miteinander sind.

„I'll be reaching for the stars with you, honey
Who cares no-one else believes
So I set fire to everyone around but you
(I told you) I told you we'd do it
So ha ha ha ha, ha ha ha yeah, we won“

„Mit dir wird ich nach den Sternen greifen, Liebling
Wen kümmert's, dass es uns keiner glaubt
Also setze ich jeden unter Feuer um dich herum, außer dich
Ich hab's dir gesagt, ich hab's dir gesagt, dass wir es schaffen
Yeah, wir haben gewonnen“